# David Andrews (pilote automobile)
Pour les articles homonymes, voir David Andrews (homonymie) et Andrews.
Pas d'image ? Cliquez ici
David Andrews, né le 23 octobre 1939 à Birmingham en Angleterre, est un pilote de course automobile britannique ayant participé aux 24 Heures du Mans ,, au Championnat du monde des voitures de sport ainsi que le Championnat IMSA GT.

## Palmarès

### Résultats aux24 Heures du Mans
| Année | Écurie                  | Copilotes                  | Voiture    | Classe | Tours | Pos. | Class Pos. |
| ----- | ----------------------- | -------------------------- | ---------- | ------ | ----- | ---- | ---------- |
| 1985  | Roy Baker - Ford        | François Duret Duncan Bain | Tiga GC284 | C2     | 149   | Nc.  | Nc.        |
| 1986  | Roy Baker Racing - Tiga | Mike Hall Duncan Bain      | Tiga GC286 | C2     | 1     | Abd. | Abd.       |
| 1987  | Roy Baker Productions   | Mark Peters Mike Allison   | Tiga GC286 | C2     | 139   | Abd. | Abd.       |
| 1988  | Roy Baker Racing        | Mike Allison Steve Hynes   | Tiga GC286 | C2     | 294   | 23e  | 6e         |

### Résultats aux24 Heures de Daytona
| Année | Écurie                    | Copilotes                  | Voiture    | Classe | Tours | Pos. | Class Pos. |
| ----- | ------------------------- | -------------------------- | ---------- | ------ | ----- | ---- | ---------- |
| 1986  | Roy Baker Promotions      | Steve Phillips Duncan Bain | Tiga GC285 | GTP    | 244   | Abd. | Abd.       |
| 1987  | Cosmik - Roy Baker Racing | Kóstas Los John Schneider  | Tiga GC286 | GTP    | 354   | Abd. | Abd.       |